# San Bartolo (sitio arqueológico)
San Bartolo es un pequeño yacimiento arqueológico maya precolombino ubicado en Petén, en el norte de Guatemala, al noreste de Tikal. La fama y el interés del sitio derivan de los murales que datan del periodo preclásico tardío, que todavía muestran influencia de las tradiciones olmecas y que contienen ejemplos de glifos mayas antiguos, aún no descifrados, es el mural más antiguo encontrado en la civilización maya. En el año 2001 fueron descubiertos los murales de San Bartolo, durante un reconocimiento en la selva tropical. Estudios minuciosos revelan que las obras de arte narran una versión de la creación, que también se encuentran en el Popol Vuh. La obra de arte representa deidades y humanos en escenas de una mitología de origen que establece la fundación de la civilización maya, la naturaleza divina del propio rey y nuevas formas de gobierno centradas en dichas figuras. También muestra los ejemplos de la combinación de figuras y texto, conocimientos del calendario y creencias religiosas características distintivas de la civilización maya durante los próximos 1,300 años. Los murales de San Bartolo son considerados uno de los descubrimientos más importantes en arqueología maya del siglo pasado.

## Construcciones
El sitio incluye una pirámide de aproximadamente 27 m de altura llamada "Las Ventanas"; el templo de "Las Pinturas"; una tumba real en el complejo del  "Tigrillo"; y en el grupo denominado el "Jabalí", 500 m al este de la plaza central, una pirámide triádica similar al grupo H de Uaxactún y a la acrópolis norte de Tikal. La construcción de esta pirámide fue iniciada en el año ca. 300 a. C. y concluida en ca. 50 d. C.

## Murales

### Descubierto
En el año 2001, un equipo de arqueólogos encabezados por William Saturno (un investigador del Museo Peabody de Arqueología y Etnología) descubrieron en la base de una pirámide una sala con murales que el iconógrafo Karl Taube describió como la Capilla Sixtina de los mayas. En marzo del 2003 empezaron las excavaciones. Los murales han sido datados con la técnica del carbono 14 en el año 100 a. C., lo que hace a estos murales la muestra pictográfica más antigua de la cultura maya (2011). Los murales fueron estabilizados (para evitar su degradación) y fotografiados con una técnica especial. Fragmentos de los murales que se habían caído fueron restaurados y también fotografiados. Por último han sido dibujados al detalle por Heather Hurst.

### Mito de los Gemelos (Popol Vuh) y Mito del Maíz
Los murales Norte y Oeste en la base de la pirámide muestran elementos de la mitología maya reminiscentes del Popol Vuh y de las tradiciones cosmogónicas de los mayas de la Península de Yucatán.
El mural Norte consiste de dos escenas. Una de ellas se ubica en frente de una cueva en una montaña; varias personas se encuentran arrodilladas y caminando sobre una serpiente larga. El dios del maíz maya es mostrado al centro de un grupo de hombres y mujeres recibiendo un árbol de calabazo. La otra escena muestra cuatro niños pequeños con sus cordones umbilicales todavía atados, rodeando a un jícaro que se ha abierto y del cual emerge la figura de un quinto varón totalmente vestido. Una gran figura de una deidad mira la escena.  
El mural Oeste tiene un número mayor de escenas. Una parte del mural tiene cuatro imágenes sucesivas de árboles con pájaros, reyes (señores) y ofrendas (consistendo en pescados, venado, pavo, y flores). Hay un quinto árbol que ha sido añadido. Los cinco árboles recuerdan a lo contenido en el Códice Borgia y a lo mencionado en el libro del Chilam Balam de Chumayel; los pájaros representan la deidad correspondiente. Las ofrendas son equiparables a lo que dice el Códice Dresde. Los cuatro reyes se muestran haciendo perforaciones a sus penes, derramando sangre y ofreciéndola como sacrificio. Los cuatro personajes han sido interpretados como Hunahpú y sus hermanos. La quinta figura que emerge del árbol de calabazo (el árbol de la vida de hecho) es el dios del maíz de los mayas (vinculativo con el contenido del Popol Vuh). La representación en su conjunto estaría referida al arreglo del inicio del mundo. 
Otra porción del Mural Oeste muestra tres escenas de la vida del dios del maíz y la coronación (ungimiento) de un rey (señor maya), señalando que el derecho divino del mando viene de los dioses y mostrando con toda claridad evidencia de que los mayas tenían un sistema monárquico siglos antes de lo que siempre se había estimado. Las tres escenas del dios del maíz lo muestran (i) como bébé sostenido por un hombre arrodillado en el agua; (ii) como danzante frente a dos deidades del agua entronizadas dentro de una cueva; y (iii) como volador moviéndose por los cielos, o, según otra interpretación, cayendo muerto en el agua.

### Otras interpretaciones
El Popol Vuh no ofrece una explicación de todas las escenas de los murales por lo que los estudiosos han tenido que buscar en otras fuentes para sus interpretaciones. Para las escenas del dios del maíz, por ejemplo, se ha sugerido referirse a mitos actuales de las culturas del golfo de México (popolucas, totonaca, etc) respecto a tal dios (del maíz) dominando a los dioses del trueno y el rayo, para crear las condiciones adecuadas para las prácticas agrícolas. La escena del calabazo en el mural norte, por otro lado, puede constituir (como Ruud Van Akkeren ha indicado) una ilustración de un mito Pipil que se refiere a un grupo de jóvenes (deidades de la lluvia) nacidos, junto con Nanahuatzin, el menor de los hermanos, de una planta de jícara. En esta leyenda, Nanahuatzin es quien abre el cultivo del maíz e inicia la agricultura. También ha querido interpretar Van Akkeren la imagen del calabazo (Maya tsu[y]) junto con los cuatro hermanos como el lugar del origen, situado por las fuentes de los mayas de las tierras altas (Suywa o Tsuywa), en algún punto de la región del golfo de México.